# 申素律
申素律（韓語：신소율，1985年8月5日—），韓國女演員。

## 演出作品

### 電視劇
- 2006年：OCN《Someday》
- 2006年：SBS《戀人》
- 2007年：MBC《H.I.T》飾演 女高生
- 2010年：KBS《Jungle Fish 2》飾演 李羅怡
- 2011年：SBS《Midas》飾演 權伊智
- 2011年：SBS《樹大根深》飾演 穆若
- 2012年：tvN《請回答1997》飾演 毛有貞
- 2012年：MBC《媽媽是什麼》飾演 申素律
- 2012年：SBS《清潭洞愛麗絲》飾演 崔雅貞
- 2013年：SBS《我戀愛的一切》飾演 女大學生（第1集客串）
- 2013年：SBS《醜八怪警報》飾演 申珠英
- 2013年：KBS《Drama Special－珍珍》
- 2013年：tvN《請回答1994》飾演 毛有貞（客串）
- 2014年：KBS《Drama Special－提起放下》飾演 柳真兒
- 2014年：JTBC《宥娜的街》飾演 韓多瑩
- 2014年：SBS Plus《DODOHARA》飾演 都羅希
- 2014年：KBS《甜蜜的秘密》飾演 韓雅凜
- 2015年：SBS《Mrs. Cop》飾演 崔南珍
- 2016年：SBS《六龍飛天》飾演 穆若
- 2016年：SBS《對，就是那樣》飾演 劉素熙
- 2017年：KBS《黑騎士》飾演 金英美
- 2018年：SBS《能先接吻嗎？》飾演 安熙珍
- 2018年：MBC every1《甜鹹辦公室（朝鲜语：단짠 오피스）》飾演 具世拉
- 2018年：Channel A《拜託了咖啡》
- 2019年：SBS《Big Issue》飾演 張惠貞
- 2020年：OCN《Train》飾演 李貞敏
- 2020年：MBC《Cinematic Drama SF8》飾演 申智秀
- 2020年：MBC every1《戀愛雖然麻煩，但更討厭孤獨！》飾演 金瑞英（特別演出）
- 2022年：KBS2TV《依法相愛吧》飾演 多榮
- 2023年：KBS《Drama Special－度炫的表白》[2]
- 2024年：MBC《我们家》饰演 吴智恩[3]

### 電影
- 2007年：《宮女》
- 2007年：《我的愛》
- 2008年：《掠奪者們》
- 2009年：《你好我的愛》
- 2010年：《暴風前夜》
- 2010年：《深入陰宅》
- 2011年：《Jungle Fish 2－電影版》
- 2011年：《賺錢羅曼史》饰演 河京珠
- 2012年：《我的PS搭檔》飾演 昭妍
- 2013年：《逸脫旅行：私人島嶼》
- 2014年：《慶州》
- 2014年：《尚衣院》
- 2016年：《檢察官外傳》飾演 金河娜
- 2017年：《不汗黨：壞傢伙們的世界》飾演 Ocean貿易廣告美女（友情出演）
- 2018年：《危險的邂逅》
- 2018年：《舊愛來作客》
- 2018年：《你的婚禮》
- 待定：《Two Heart》

### MV
- 2008年：狂戀樂團《Butterfly》
- 2011年：安勝浩《Top Star》
- 2014年：Zizo《冬天的海雲臺》
- 2016年：10cm《I Really Like You》

### 綜藝節目
- 2015年：MBC《真正的男人》女軍特輯3

## 獎項
- 2014年：KBS演技大賞-女子日日劇優秀演技賞《甜蜜的秘密》

## 外部連結
- 申素律的Instagram帳戶
- 申素律的X（前Twitter）
- 申素律的Facebook專頁
- 申素律在NAVER上的资料
- 申素律在韩国电影数据库（KMDb）上的資料（韓語）
- 申素律在互联网电影资料库（IMDb）上的資料（英文）
- 申素律在豆瓣上的资料（简体中文）